# Păuliș
Pour les articles homonymes, voir Paulis.
Păuliș (en hongrois : Ópálos, en allemand : Paulisch) est une commune du județ d'Arad, Roumanie qui compte 4 120 habitants.
La commune est composée de 4 villages : Barațca, Cladova, Păuliș et Sâmbăteni.

## Culture
D'après le recensement de 2011, la commune compte 4 120 habitants, en baisse par rapport au recensement de 2002 où elle en comptait 4 148.